# William Howe
Sir William Howe, 5. vikont Howe (10. kolovoza 1729. – Plymouth, 12. rujna 1814.), bio je engleski zapovjednik u Američkom ratu za neovisnost. Imenovan je vitezom nakon njegovih uspjeha u 1775. godine.
General Howe je poznat po neuspješnom napadu na Boston, i uspješno zauzimanje New Yorka i Philadelphije (zbog koje nije uspio stići u Saratogu pripomoći britanskim snagama).

## Rani život i karijera
William se rodio u Engleskoj kao treći sin Emmanuela Howea i Marie Sophije. Maria Sophia je bila kćer polusestre tadašnjeg kralja Engleske Georga I. Veze s kraljem su pripomogli u karijeri svih troje braće Howe, ali su i oni sami bili sposobni činovnici. Williamov najstariji brat je bio general George Howe koji je poginio u bitci kod Ticonderoge, a drugi brat je pak bio Admiral Richard Howe koji mu se pridružio u Američkom ratu za neovisnost.
William je ušao u vojsku kad je imao sedamnaest godina kupujući čin vojvode. Sljedeće godine borio se kao poručnik u Flandriji, zatim se pridružio 20. pješačkoj i postao prijatelj Jamesa Wolfa.
Tijekom sedmogodišnjeg rata služba ga je "odvukla" u Ameriku. Njegova uloga u borbama nije mu baš dizala reputaciju. William je zapovijedao Britancima u uspješnoj opsadi Louisbourga. Tom uspješno provedenom operacijom je zaradio poštovanje njegovog zapovjednika i dizanje reputacije. 
Howe je zapovijedao lakom konjicom pod zapovjedništvom generala bojnika Jamesa Wolfa u bitci kod Quebeca 13. rujna 1759. godine. Vodio je borbenu postrojbu koja je čistila put Wolfovoj vosci u bitci Battle of the Plains of Abraham. njegova zapažena uloga u bitci promaknula ga je u General Brigadira.
Howe je sudjelovao još u mnogim operacijama prije povratka u Englesku. Kao napad na Montreal, napad na Bellu Islu na francuskoj obali 1761. i napad na Havanu 1762., sve su te operacije završile uspješno što je diglo njegovu reputaciju.
Godine 1775. kralj Đuro I. ga je izabrao za zapovjednika vojske protiv pobunjenih Amerikanaca.

## Američki rat za neovisnost
General Howe stigao je u Boston 15. svibnja kao zapovjednik 4 000 vojnika koje mu je poslao general Thomas Gage. Williamov cilj je bio slomiti američku opsadu Bostona. Smislio je plan zauzimanja Cambrigea otkud bi mogao gađati Amerikance, ali su se Amerikanci utvrdili visoko iznad grada.

### Bitka kod Bunker Hilla
Nakon što mu se onaj plan izjalovio zbog visokog položaja Amerikanaca Howe je odlučio udariti Amerikance s ogromnom vojskom na njihove pozicije. General Howe je bio zapovjednik lijevog krila vojske u Bitci kod Bunker Hilla.
Njegovo zapovijedništvo u bitci je bilo izvanredno te su britanci uspjeli u svom naumu da prekinu opsadu Bostona, no cijena koju su platili bila je prevelika. Thomas Gage je nakon bitke ponovio onu poslovicu Epirskog kralja Pira "Još jedna ovakva pobjeda i propali smo".
Howe nije bio ozljeđen u bitci te je to imalo očit utjecaj na njegovo ponašanje. Umiljat i pomalo agresivan zapovjednik postao je pažljiv i često prkosan general koji se opirao sporoj ofenzivi te je naglašavao da su pobunjenici samo manjina Amerikanaca koju treba zastrašiti, što se kasnjie nije pokazalo točno.

### New York
Dana 10. listopada 1775. godine general Howe je zamijenio Thomasa Gagea na čelu britanskih snaga u Americi. Uspješno je pobijedio generala Washingtona u bitci na Long Islandu u ljeto 1775. te je i odlikovan zbog smaknuća Nathana Halea zbog špijuniranja 1776. godine.
Godine je 1777. Howe donio sudbonosnu odluku. Odlučio je napustiti rijeku Hudson kod Saratoge gdje je trebao čekati generala Burgoyna koji je dolazio iz Kanade. Odlazak generala Howea je doveo do zarobljavanja generala Burgoynea i poraza njegove vojske u bitci kod Saratoge. Howe je umjesto potpore Burgoyneu odlučio zauzeti Philadelphiju što se kasnije pokazalo kao jako loš potez jer je to dovelo do ulaska Francuza u rat što je tijek rata okrenulo naglavačke.

## Nakon rata
Nakon ovog poteza Howe je odlučio dati ostavku na mjestu zapovjednika britanskih snaga u svibnju 1778. godine. Nasljedio ga je general Henry Clinton.
Howe se 1782. godine vratio u Englesku. Kada mu je brat Richard umro 1799. godine uzeo je titulu 5. vikonta Howea.
Godine 1814. preuzeo je mjesto guvernera u Plymouthu gdje je i umro. Pokopan je na groblju Holly Road u Twickenhamu u Engleskoj.